# Ravinen domänreservat
Ravinen är ett naturreservat i Uppvidinge kommun i Kronobergs län.
Området är skyddat som naturreservat sedan 1996 och är 6 hektar stort. Det är beläget 2 km nordväst om Lenhovda och består främst av  en förkastningsravin med rasbranter.
Redan 1958 avsatte domänverket området som domänreservat. Det består av en 12 meter djup förkastningsspricka. Området är 200 m långt och 25 m bred. Nedanför de brant stupande bergväggarna finns rasbranter av block och sten som delvis täcker hela branten. Bergarten är så kallad smålandsporfyr. I ravinens botten växer gransumpskog med inslag av björk.
Från parkeringsplatsen går en 800 m lång markerad stig runt ravinen.